# Archives internationales de la danse
Les Archives internationales de la danse (AID) sont une ancienne association et une revue française du même nom, elle aussi disparue, fondée en 1931 par Rolf de Maré, en hommage aux Ballets suédois du début des années 1920 qu'il dirigea, et à son danseur et chorégraphe fétiche : Jean Börlin.
Située à Paris, au 6 rue Vital (XVIe), l'association gère à l'apogée de son essor, un musée, une bibliothèque, une photothèque, une salle de conférences et deux salles d'expositions temporaires. Pierre Tugal (1883-1964) en est le conservateur en chef. Il gère la programmation et l'organisation des différentes activités, et est aussi rédacteur en chef de la revue.
Y seront organisées de nombreuses expositions, dont avant-guerre : « La Danse dans la peinture et la sculpture, de Jérôme Bosch à Degas » (1933), « La Danse et le mouvement » [exposition internationale de photographie] (1933), « À la gloire de Pavlova » (1934), « La Danse dans la céramique » (1934), « La Danse dans la peinture et la sculpture contemporaine » ou « Le Rythme de danse (1934), « La Marionnette et la danse (1934), « Fêtes d’hier et d’aujourd’hui »  [exposition organisée au profit des caisses de prévoyance et de solidarité de la Fédération nationale des artistes et artisans d’art] (1935), « Les Vieilles danses de France » (1936), « La Danse » [exposition de livres anciens et modernes] (1936), « Les Danses populaires d’Europe »  [organisée hors-les-murs dans un pavillon à l’exposition internationale des arts et techniques] (1937), « Ballerines, Coryphées et Funambules » [exposition de peinture et sculpture] (1937), « Théâtre et danses aux Indes Néerlandaises » (1939), « La Danse japonaise à travers les âges » (1939).
Les Archives internationales de la danse organisent également des concours internationaux de chorégraphie. Le premier, en 1932, révèle au public Kurt Jooss et sa chorégraphie La Table Verte, qui y gagnera le premier prix. Le deuxième prix est décerné à Rosalia Chladek. Y participent également Pierre Conté, Janine Solane, Boris Kniaseff, Oskar Schlemmer avec son Ballet triadique. 
L'établissement est occulté entre 1940 et 1944, puis deux autres concours sont organisés après-guerre, en 1945 à Stockholm (premier prix décerné à Julian Algo et deuxième prix à Birgit Cullberg) et en 1947 à Copenhague (premier prix décerné à Jean Weidt et deuxième prix à Ivo Cramér).
Durant sa parution, la revue Archives internationales de la danse a pour objectif de « centraliser les documents sur la chorégraphie dans les divers pays et à diverses époques ». Réservant une place prépondérante à l'actualité des spectacles et des concours, la revue aborde des thèmes spécifiques comme la danse aux États-Unis ou en Allemagne, les compositeurs de ballets comme Igor Stravinsky ou Maurice Ravel, l'histoire de la danse et la chorégraphie, ou une bibliographie générale de la danse. Le premier numéro, initialement prévu en novembre 1932, voit le jour en janvier 1933 et la parution s'arrête en novembre 1935.
Si la revue s'arrête en 1935, les activités de l'association se poursuivent pourtant jusqu'en 1951, époque où le fondateur Rolf de Maré, alors en conflit avec le conservateur des archives Pierre Tugal, décide de tourner la page et de céder une partie des importantes collections à la Bibliothèque-musée de l'Opéra, un département de la Bibliothèque nationale de France. Une autre partie des collections ainsi que le fonds relatif aux Ballets suédois sont d'autre part légués au Musée de la danse de Stockholm.